# Вислицени, Дитер
Дитер Вислицени (нем. Dieter Wisliceny; 13 января 1911, Регуловкен, Восточная Пруссия — 4 мая 1948, Братислава) — гауптштурмфюрер СС, сотрудник СД и гестапо, работал под руководством Адольфа Эйхмана в центральном Имперском управлении по делам еврейской эмиграции. Причастен к уничтожению евреев в Венгрии, Словакии и Греции.

## Биография
После окончания школы пытался изучать богословие, но бросил учёбу, устроился работать журналистом.
Вступил в НСДАП в 1931 году. С 1934 года в СД, в апреле-ноябре 1936 года начальник «еврейского» отдела (в то время Эйхман был его подчиненным), затем в СД в Данциге. С 1940 года в IV управлении РСХА, в отделе IV B4, отвечавшем за «окончательное решение еврейского вопроса» (уже как подчиненный Эйхмана).
В сентябре 1940 года откомандирован в Братиславу как «консультант по еврейским вопросам» при правительстве Словакии, при его участии были уничтожены тысячи словацких евреев. Согласно его показаниям на Нюрнбергском процессе ему было поручено установить хорошие отношения со словацким правительством и рассматривать свою работу как дипломатическую миссию. Находился в германской миссии в Братиславе и административно подчинялся министру фон Киллингеру, а затем министру Людину.
В феврале 1943 года вместе с Эйхманом прибыл в Грецию, где в марте-августе провел депортацию евреев (от 44 до 56 тысяч) из города Салоники, главным образом в Освенцим, с октября 1943 года — начальник полиции безопасности и СД в Афинах. С февраля 1944 года в Венгрии, причастен к депортации в марте-октябре 1944 года примерно 400 тысяч венгерских евреев в Освенцим (где они практически все были сразу же уничтожены в газовых камерах).
Арестован 12 мая 1945 года в Австрии.
Один из свидетелей на Нюрнбергском процессе. Был выдан Чехословакии и повешен по приговору суда в Братиславе в 1948 г.
Его брат Гюнтер Вислицени дослужился до оберштурмбаннфюрера и заслужил рыцарский крест Железного креста.